# 黄羌镇
黄羌镇，是中华人民共和国广东省汕尾市海豐縣下辖的一个乡镇级行政单位。

## 行政区划
黄羌镇下辖以下地区：
黄羌社区居民委、黄羌村、东陇村、丰田村、坑联村、东升村、东坑村、东岭村、河东村、合门村、松林村、石山村、建林村、里坑村、下寨村、虎噉村、双河村、双圳村、双新村、黄羌林场陆安村、黄羌林场十字岗村、黄羌林场麻竹村和黄羌林场富足园村。